# Salomon von Otter (1733–1781)
Salomon von Otter, född 13 december 1733 i Dala socken, Skaraborgs län, död 14 januari 1781 i Halmstad, var en svensk friherre i släkten von Otter, jurist och landshövding.

## Biografi
von Otter var son till generalmajoren Carl von Otter och dennes andra hustru Catharina Tham. Han var vidare sonson till Salomon von Otter (1647–1732), brorson till Salomon von Otter (1693–1745) och bror till Sebastian von Otter. 
von Otter blev student vid Uppsala universitet 1747 för att 1750 börja studera vid Lunds universitet. 
Salomon von Otter blev auskultant vid Göta hovrätt 1751, extra hovrättsnotarie 1752, hovrättsfiskal 1754 och notarie 1756. Han utnämndes till häradshövding i Småland 1760 och i Göinge härad i Skåne 1761. Han blev juris doktor den 7 juni 1768. Han blev lagman i Tiohärads lagsaga 1773.
Han var slutligen landshövding i Hallands län mellan 1776 och 1781. Han var gift med Agneta Beck-Friis.

## Utmärkelser
- Riddare av Nordstjärneorden 28 april 1774

### Fotnoter
1. 1 2 3  Adelsvapen-Wiki, läs online.[källa från Wikidata]
2. 1 2 3  Otter, von, släkt, Svenskt Biografiskt Lexikon-ID: 7847, läst: 28 mars 2020.[källa från Wikidata]
3. ↑  Hallands historia och beskrivning: Salomon von Otter